# Nik van der Steen
Nik van der Steen (6 oktober 1993) is een Nederlands korfballer. Hij speelt namens Fortuna in de prestigieuze Korfbal League. Van der Steen werd Korfbal League kampioen in 2019 en 2022.

## KCC
Bij KCC uit Capelle aan den IJssel fungeerde Van Der Steen als pure spits. Hij scoorde op belangrijke momenten, zoals in de finale van de RTV Rijnmond Korfbal Cup van 2014. In deze finale was Van der Steen topscoorder met 8 goals. Ook was hij belangrijk in de halve finale van de Zuid-Holland Korfbal Cup van 2015. In de laatste seconden van de wedstrijd scoorde Van der Steen waardoor KCC won van PKC.

## Fortuna
In 2016 besloot Van der Steen KCC te verruilen voor het naburige Fortuna uit Delft.
In zijn eerste seizoen maakte hij 79 goals en was hiermee de topscoorder van Fortuna. De club had het weliswaar lastig in dit seizoen en wist uiteindelijk 8e te worden in de competitie.
Hierna ging het de club voor de wind en de rol van Van Der Steen groeide. In zijn tweede seizoen haalde Fortuna de play-offs en kwam uit tegen PKC. Van der Steen eiste in deze play-off serie een hoofdrol voor zichzelf op ; in de beslissende derde wedstrijd in Papendrecht scoorde Van der Steen de gelijkmaker met nog maar 7 seconden op de wedstrijdklok. Fortuna dwong hiermee verlenging af en won het duel door middel van een golden goal. Hierdoor stond Fortuna in de Korfbal League finale van 2018. Helaas ging deze finale verloren tegen TOP met 20-24. In datzelfde seizoen stond Fortuna ook in de Nederlandse veldfinale. Helaas ging ook deze finale verloren, maar Fortuna stond in 1 jaar in beide korfbalfinales.
In seizoen 2018-2019 was het wel raak. Van der Steen werd voor de tweede keer in zijn carrière topscoorder bij Fortuna en de club stond voor de tweede keer op rij in de Korfbal League finale. In deze finale scoorde Van der Steen 7 maal en was van groot belang in het kampioenschap.
Als landskampioen deed Fortuna mee aan de Europacup van 2020, een internationaal toernooi met alle Europese zaalkampioenen. Fortuna won gemakkelijk in de poule-ronde door te winnen van KC Barcelona, České Budějovice en Benfica. In de halve finale werd gewonnen van Pegasus, waardoor Fortuna in de finale uitkwam tegen het Belgische Kwik. Fortuna won in de finale gemakkelijk met 34-18, waardoor het ook Europees kampioen werd.
In seizoen 2020-2021 had Fortuna zich versterkt met Harjan Visscher en Lieneke Pries. In de competitie, die iets later startte, deed Fortuna goede zaken. Fortuna werd 1e in Poule B, waardoor het zich plaatste voor de play-offs. In de eerste play-off ronde versloeg Fortuna in 3 wedstrijden LDODK. In de tweede play-off ronde werd Koog Zaandijk in 3 wedstrijden verslagen, waardoor Fortuna zich voor het derde jaar op rij plaatste voor de zaalfinale. Net als in 2019 was PKC de tegenstander. Ondanks een sterke wedstrijd van Van der Steen (2 goals) verloor Fortuna de finale met 22-18.
In seizoen 2021-2022 deed Fortuna wederom goede zaken in de zaalcompetitie. De ploeg was versterkt met Mick Snel en Celeste Split en dat had positief effect op de ploeg. Gedurdende het reguliere seizoen verloor Fortuna slechts 1 wedstrijd en plaatste zich als nummer 1 voor de play-offs. In de play-offs trof Fortuna concurrent Koog Zaandijk, maar Fortuna won in 2 wedstrijden. Hierdoor plaatste Fortuna zich voor het 4e jaar op rij voor de zaalfinale. In de finale was PKC de tegenstander. In een Ahoy, waar weer publiek bij mocht zijn, werd het een spannende wedstrijd. Fortuna won de wedstrijd met 22-21, waardoor het weer Nederlands zaalkampioen was.
In seizoen 2022-2023 had Fortuna een seizoen met ups en downs. Zo speelde de ploeg gedurende de competitie maar liefst 4 keer gelijk. Uiteindelijk stond de ploeg na de reguliere competitie wel op de tweede plek, waardoor ze zich hadden geplaatst voor de play-offs. In de best-of-3 serie was DVO de tegenstander. Fortuna won de eerste wedstrijd overtuigend met 29-19, maar verloor het de tweede en derde (beslissende) wedstrijd. Hierdoor plaatste Fortuna zich niet voor de zaalfinale, waardoor het was onttroond als zaalkampioen.
Iets later, in de veldcompetitie stond Fortuna na de reguliere competitie op de 1e plaats in de Ereklasse A. In de kruisfinale won Fortuna met 21-18 van DVO, waardoor Fortuna zich plaatste voor de veldfinale. In deze veldfinale was PKC de tegenstander. PKC won de finale met 18-13.
Seizoen 2023-2024 was een wisselvallig seizoen voor Fortuna in de zaal. Ondanks de behaalde 21 punten eindigde de ploeg op de 5e plaats in de Korfbal League, waardoor Fortuna de play-offs miste. Hiermee kwam een reeks van 6 jaar play-offs ten einde. 
Iets later, in de veldcompetitie deed Fortuna wel goede zaken. De ploeg ging ongeslagen naar de kruisfinale, waar Fortuna met 12-11 PKC versloeg. Hierdoor plaatste Fortuna zich voor het tweede jaar op rij voor de Nederlandse veldfinale. Echter ging het in de finale tegen DVO mis; Fortuna verloor de finale met 20-13 waardoor de ploeg genoegen moest nemen met de 2e plaats van Nederland.
Het werd het laatste seizoen onder leiding van coach Ard Korporaal, die na 13 seizoenen stopte als coach bij de club.

## Erelijst
- Korfbal League kampioen, 2x (2019, 2022)
- Europacup kampioen, 1x (2020)